# ادرایان (نیویورک)
ادرایان، نیو یورک (به انگلیسی: Adrian, New York) یک منطقهٔ مسکونی در ایالات متحده آمریکا است که در ایالت نیویورک واقع شده‌است.

## خصوصیات
ادرایان ۳۴۵٫۹۵ متر بالاتر از سطح دریا واقع شده‌است.